# رودريغو دا سيلفا
رودريغو دا سيلفا هو لاعب كرة قدم برازيلي في مركز الهجوم، ولد في 21 يناير 1988 في ساو باولو في البرازيل. لعب مع كييفو فيرونا.